# نوئمی توماس
نوئمی توماس (انگلیسی: Noemie Thomas؛ زادهٔ ۴ فوریهٔ ۱۹۹۶) ورزشکار ورزش شنا اهل کانادا است.
وی در مسابقات کشوری و بین‌المللی در مجموع برندهٔ ۲ مدال نقره شده‌است.